# Hylaeus innocens
Hylaeus innocens là một loài Hymenoptera trong họ Colletidae. Loài này được Cameron mô tả khoa học năm 1898.